# 당 희종
당 희종 이현(唐僖宗 李儇, 862년 6월 8일(음력 5월 8일) ~ 888년 4월 20일(음력 3월 6일))은 중국 당나라의 제18대 황제(재위 : 873년 - 888년)이며 이름은 이현(李儇)이다. 당 의종의 다섯째 아들로 혜안황후(惠安皇后) 소생이다. 건왕(建王) 진(震), 익왕(益王) 승(升)의 두 아들이 있었으나 모후는 모두 미상이며, 뒤는 이복동생인 당 소종이 차지하였다.

## 생애
함통 14년(873년)에 12세의 나이로 환관의 책립으로 즉위했다. 재위 기간 중에 희종은 건부(乾符), 광명(廣明), 중화(中和), 광계(光啟), 문덕(文德)이라는 다섯 개의 연호를 사용하였다. 재위 기간 동안 모든 정치는 환관 전령자(田令孜)가 틀어쥐고 있었고, 황제 자신은 무기력하게 놀고 즐기는 데에 몰두해서 투계(鬪鷄)나 기사(騎射), 검삭(劍槊), 내기 바둑, 격구 같은 잡기에 정신이 팔려 있었다. 아끼던 광대 석야저(石野豬)를 향해 "만약 보타(步打)를 가지고 진사(進士)를 뽑는 과거가 있어서 짐이 거기에 응시한다면 당연히 장원으로 뽑힐 것이다"라고 말했다고, 《북몽쇄록(北夢瑣錄)》은 전한다.
건부(乾符) 원년(874년), 신라에서 온 유학생 최치원이 빈공과에 급제하고, 이듬해에 발해에서 온 오소도 또한 빈공과에 급제하였는데, 이때 신라인 이동(李同)을 제치고 오소도가 수석을 차지한 것에 최치원은 격분했다고 한다.
건부 원년에 복주(濮州)에서 왕선지(王仙芝)가 반란을 일으키고, 이듬해에는 황소(黃巢)가 면구(冕句, 지금의 산동 성 조현曹縣 서북쪽)에서 봉기했다. 두 사람은 이후 군사를 합쳐 함께 당조에 맞섰고, 이것은 당조 말기 농민반란의 기폭제가 되었다. 왕선지가 실패한 뒤에도 농민군은 황소의 통솔 아래 남쪽으로 내려가 절동(浙東) 지방을 공격했고, 산으로 700리에 달하는 길을 내어 복건(福建)까지 쳐들어가서 광주(廣州)를 함락시키고 다시 북상해 택주(潭州)를 쳐서 강릉(江陵)을 함락시킨 뒤 곧장 중원으로 나아갔다.
광명 원년(880년) 11월에는 낙양(洛陽)이 황소군의 손에 떨어지고, 12월에는 동관(潼關)을 거쳐 장안이 농민군 손에 함락되었다. 재상 노휴(盧攜)는 자결하고, 전령자는 신책군(神策軍) 5백을 거느린 채 희종을 데리고 장안 서쪽으로 금광문(金光門)을 빠져나와 사천(四川)으로 달아난 채, 돌궐 사타부(沙陀部) 출신의 번장 이극용(李克用)에게 구원을 요청했다. 황소의 군은 전파(田陂)에서 이극용에게 패하고 관중(關中)으로 물러났으며, 중화 2년(882년)에 황소의 휘하에 있던 주온(朱溫)이 당에 항복하여 당 조정으로부터 전충(全忠)이라는 이름을 하사받고 황소 진압에 나서고 2년 뒤인 중화 4년(884년), 산동 성 태안(泰安)에 있던 호랑곡(虎狼谷)에서 황소가 자결(부하 임언林言에게 살해되었다는 설도 있다)함으로써 봉기는 진압되고, 희종은 이듬해 3월에 장안으로 돌아왔다. 봉기가 진압되고 희종이 돌아온 4월에 최치원도 당의 사신 자격으로 신라로 귀국한다.
황소의 난은 평정되었지만 이미 당조는 회복할 수 없을 지경으로 쇠약해져 있었고, 지방에서는 중앙 조정의 위세가 아닌 번진의 절도사 출신 군벌(軍閥)의 무력이 지배했다. 대표적인 군벌로 선흡(宣歙)의 진언(秦彦)과 절동의 유한굉(劉漢宏), 판활(汴滑)의 주전충, 태원(太原), 상당(上黨)을 차지한 이극용, 봉상(鳳翔)의 이창부(李昌符)，하양(河陽)과 낙양을 장악한 제갈석(諸葛爽), 허채(許蔡)의 진종권(秦宗權), 치청(淄青)의 왕경무(王敬武), 그리고 회남(淮南) 8주(州)를 장악한 고병(高駢)이 있었다. 이들은 각기 병권을 장악한 채 그들이 맡은 지방의 지배자로 군림했고, 당 조정의 정령이 미치는 곳은 하서(河西)와 산남(山南), 검남(劍南), 영남(嶺南) 서도(西道)의 수십 주에 불과했다.
중화 5년(885년) 3월에 환관 전령자는 하중절도사(河中節度使) 왕중영(王重榮)과 사이가 틀어졌는데, 왕중영이 태원의 이극용에게 구원을 요청하여 주목(朱玫)과 이창부를 대패시키고 장안을 핍박하자 전령자는 다시 희종을 데리고 광계 원년 12월, 봉상으로 달아나 버렸다. 이때 여러 도의 병마가 장안으로 들어와 마구 불을 지르고 죽이며 약탈을 일삼았고, 황궁과 방리(坊裏)의 대부분이 이때 화재로 불타버렸다고 한다. 주목은 양왕(襄王) 온(熅)을 황제로 세우고 연호까지 새로 건정(建貞)이라 선포했지만, 희종은 다시 왕중영과 이극용 등의 군벌들에게 자신의 정통성을 호소했고, 몰래 주목의 부하 왕행유(王行瑜)에게 조서를 보내 주목을 칠 것을 권했다. 왕행유는 주목과 그의 당여 수백 명을 잡아 죽이고 병사를 풀어 다시 약탈을 벌였다(마침 겨울이라 얼어 죽은 백성의 시체가 길에 깔렸다고 전한다). 양왕 온은 왕중영에게 살해되었고，전령자도 쫓겨났지만, 광계 3년(887년) 3월 희종이 봉상에서 돌아오려 하자 이번에는 절도사 이창부(李昌符)가 황제의 행차를 막아 억류했다. 이창부는 6월에 희종이 머무르던 행궁으로 쳐들어갔지만 실패하고 농주(隴州)로 달아났으며 호가도장(扈駕都將) 이무정(李茂貞)이 그를 뒤쫓아가 죽였다.
광계 4년(888년) 2월에 희종은 다시 장안으로 돌아와 천하에 대대적인 사면령을 내리고 연호를 문덕으로 바꾸지만, 그 해 3월 6일에 사망했다.

## 존호, 시호, 묘호, 능호
초기 존호는 성신총예인철명효황제(聖神聰睿仁哲明孝皇帝)이며, 이후 추가와 개정을 거친 존호는 지덕광렬황제(至德光烈皇帝)이다.
시호는 혜성공정효황제(惠聖恭定孝皇帝)이다.
묘호는 희종(僖宗)이며, 능호는 정릉(靖陵)이다.

## 가계

### 조부모와 부모
- 조부 : 선종(宣宗) 헌문황제(獻文皇帝) 이침(李忱)
- 조모 : 원소황후(元昭皇后) 조씨(晁氏)
- 부친 : 의종(懿宗) 공혜황제(恭惠皇帝) 이최(李漼)
- 모친 : 혜안황후(惠安皇后) 왕씨(王氏)

### 황자
| -    | 봉호       | 시호 | 이름       | 생몰년도 | 생모 | 자식 | 별칭 | 비고 |
| ---- | ---------- | ---- | ---------- | -------- | ---- | ---- | ---- | ---- |
| 장남 | 건왕(建王) |      | 이진(李震) |          |      |      |      |      |
| 차남 | 익왕(益王) |      | 이승(李陞) |          |      |      |      |      |

### 황녀
| -    | 봉호(시호)         | 이름 | 생몰년도 | 생모 | 부마 | 별칭 | 비고 |
| ---- | ------------------ | ---- | -------- | ---- | ---- | ---- | ---- |
| 장녀 | 당흥공주(唐興公主) |      |          |      |      |      |      |
| 차녀 | 영평공주(永平公主) |      |          |      |      |      |      |

## 기년
| 희종        | 원년                            | 2년                 | 3년        | 4년        | 5년                 | 6년        | 7년             | 8년                 | 9년        | 10년       |
| ----------- | ------------------------------- | ------------------- | ---------- | ---------- | ------------------- | ---------- | --------------- | ------------------- | ---------- | ---------- |
| 서력 (西曆) | 874년                           | 875년               | 876년      | 877년      | 878년               | 879년      | 880년           | 881년               | 882년      | 883년      |
| 간지 (干支) | 갑오(甲午)                      | 을미(乙未)          | 병신(丙申) | 정유(丁酉) | 무술(戊戌)          | 기해(己亥) | 경자(庚子)      | 신축(辛丑)          | 임인(壬寅) | 계묘(癸卯) |
| 연호 (年號) | 함통(咸通) 15년 건부(乾符) 원년 | 2년                 | 3년        | 4년        | 5년                 | 6년        | 광명(廣明) 원년 | 2년 중화(中和) 원년 | 2년        | 3년        |
| 희종        | 11년                            | 12년                | 13년       | 14년       | 15년                |            |                 |                     |            |            |
| 서력 (西曆) | 884년                           | 885년               | 886년      | 887년      | 888년               |            |                 |                     |            |            |
| 간지 (干支) | 갑진(甲辰)                      | 을사(乙巳)          | 병오(丙午) | 정미(丁未) | 무신(戊申)          |            |                 |                     |            |            |
| 연호 (年號) | 4년                             | 5년 광계(光啓) 원년 | 2년        | 3년        | 4년 문덕(文德) 원년 |            |                 |                     |            |            |